# Gerda Morberger
Gerda Morberger (Pseudonym Gerda M. Krautter, Gerda Morberger-Krautter, G.K. Morberger-Thom und Gerdamaria Thom) (* 2. Mai 1910 in Reichenberg (Böhmen); † unbekannt) war eine Journalistin, Übersetzerin und Schriftstellerin.

## Leben und Wirken
Als Jugendliche lebte Gerda Morberger in Wien und war bei verschiedenen sozialistischen Organisationen aktiv und ab 1929 Mitglied der SDAP. Ab 1925 schrieb sie für die Arbeiter-Zeitung, meist Kurzgeschichten. Für die Kurzgeschichte „Spiel im Klostergarten“ erhielt sie 1933 den Literaturpreis der Stadt Wien. 1933 war sie auch Mitglied der Vereinigung sozialistischer Schriftsteller in Wien.
Im November 1933 durchsuchte die Polizei ihre Wohnung und beschlagnahmte Unterlagen. Am 12. Februar 1934 nahm sie aktiv an den Kämpfen in Wien als Kurier auf Seiten des Schutzbundes teil. Nach den Kampfhandlungen floh sie nach Brno. Im April 1934 zog sie mit ca. 300 Schutzbündlern und anderen linken Intellektuellen, darunter Ernst Fischer in die Sowjetunion. Sie war in Moskau einige Monate Erzieherin im „Kinderheim Nr. 6“ (einem Kinderheim für die Kinder deutscher und österreichischer Kommunisten) und studierte schließlich an der technischen Universität in Rostow am Don. 1936 kehrte sie nach Wien zurück, wo sie für die Rote Hilfe aktiv war. 1937 heiratete sie Phillip Emil Fey. Dieser war Schriftsteller, Sprachlehrer, KPÖ-Mitglied und Herausgeber der illegalen Zeitschrift Die rote Front. 1942 wurde er wegen Hochverrat zum Tode verurteilt und hingerichtet. Nach 1938 war sie 18 Monate in Gestapo-Haft. Sie konnte im Juli 1939 aus dem Gefängnis entkommen und flüchtete über die Tschechoslowakei nach Großbritannien. Dort war sie sechs Monate als Enemy Alien auf der Isle of Man interniert. 1944 heiratete sie den deutschen Gewerkschafter und Metallschleifer Rudolf Hermann Krautter., mit dem sie nach dem Krieg nach Deutschland zog. 
1946 erschien ihr Buch Wie ich Rußland erlebte, in dem sie von ihrem Aufenthalt in der Sowjetunion berichtet. Sie wurde Übersetzerin für die britische Besatzungsmacht, SPD-Mitglied, Mitarbeiterin der Hilfsorganisation CRALOG und 1950 Mitarbeiterin am Wirtschaftswissenschaftlichen Institut (WWI) in Köln. Zwischen 1951 und 1954 hielt sie wöchentliche Radiovorträge in der „literarischen Frauensendung“ im Westdeutschen Rundfunk. In den 1950er Jahren schrieb sie einige Leihbuchromane –  unter Pseudonym –  zum Gelderwerb. 1953 lernte sie den Physiker Karlheinz Thom kennen, den sie später heiraten sollte. 1958 wurde sie Redakteurin der Zeitschrift Der Diabetiker. Sie folgt ihrem Mann, der nach Harvard berufen wird und später bei der NASA mitarbeitet, in die USA. Bis 1978 lebte sie in den USA und arbeitete als Lehrerin und Fürsorgerin.
Danach kehrte sie mit ihrem Mann nach Deutschland zurück und lebte als freie Schriftstellerin in Königswinter. Ab 2000 lebte sie in Alfter bei Bonn.

## Werke
- Wie ich Rußland erlebte, Hamburg 1948
- Geheimbünde, Berlin 1956
- Rufer ohne Fahne. Der Dichter Jesse Thor, Wien 1986